# Мастах-Тысыкаччы
Мастах-Тысыкаччы (также Мастах, Мастах-Тысыкааччы, Мастах-Тысыкаччи, Мастах-Тысакаччы) — озеро в центральной части Якутии, в Тасагарском наслеге Вилюйского улуса. Расположено в лесотундровой местности, в 14 км к северу от Вилюя, в междуречье его притоков — рек Аппая и Тарагай-Юряге.
Имеет близкую к овальной форму. Берега слабо изрезаны, местами заболочены, покрыты таёжной растительностью.
Площадь озера 16,5 км². Площадь водосбора составляет 27,6 км². Высота над уровнем моря — 164 м. Протяжённость озера 5,4 км, максимальная ширина в центральной части составляет 4 км.
Острова на водоёме отсутствуют. Значительных притоков не имеет, относится к бассейну Вилюя. К западу от озера лежит обширное ландшафтное образование : тукуланы — якутские песчаные дюны высотой до 5 м. На северо-восточном берегу озера расположен летник.. 